# Nedožery-Brezany
Nedožery-Brezany (německy Mauth bei Deutschproben, maďarsky Nádasérberzseny) jsou obec na Slovensku v okrese Prievidza v Trenčínském kraji. Obec vznikla v roce 1964 spojením obcí Nedožery a Brezany. Žije zde přibližně 2 100 obyvatel.

## Historie
První písemná zmínka o obci Nedožery pochází z roku 1264, o Brezanech z roku 1267.

## Významné objekty
Dominantou je římskokatolický kostel z roku 1939, spojený se starším gotickým kostelem svaté Heleny z roku 1409. V části obce Nedožery se nachází kaple ze začátku 19. století.

## Rodáci
- Vavřinec Benedikt z Nudožer (1555 – 1615), slovenský matematik, pedagog, básník, překladatel a filolog, který se podílel na rozvoji českého humanismu, autor první systematické mluvnice češtiny